# Långseruds distrikt
Långseruds distrikt är ett distrikt i Säffle kommun och Värmlands län. Distriktet ligger omkring Kyrkebol i sydvästra Värmland.

## Tidigare administrativ tillhörighet
Distriktet inrättades 2016 och utgörs av Långseruds socken i Säffle kommun.
Området motsvarar den omfattning Långseruds församling hade vid årsskiftet 1999/2000.

## Tätorter och småorter
I Långseruds distrikt finns inga tätorter eller småorter.